# Natale in Svizzera

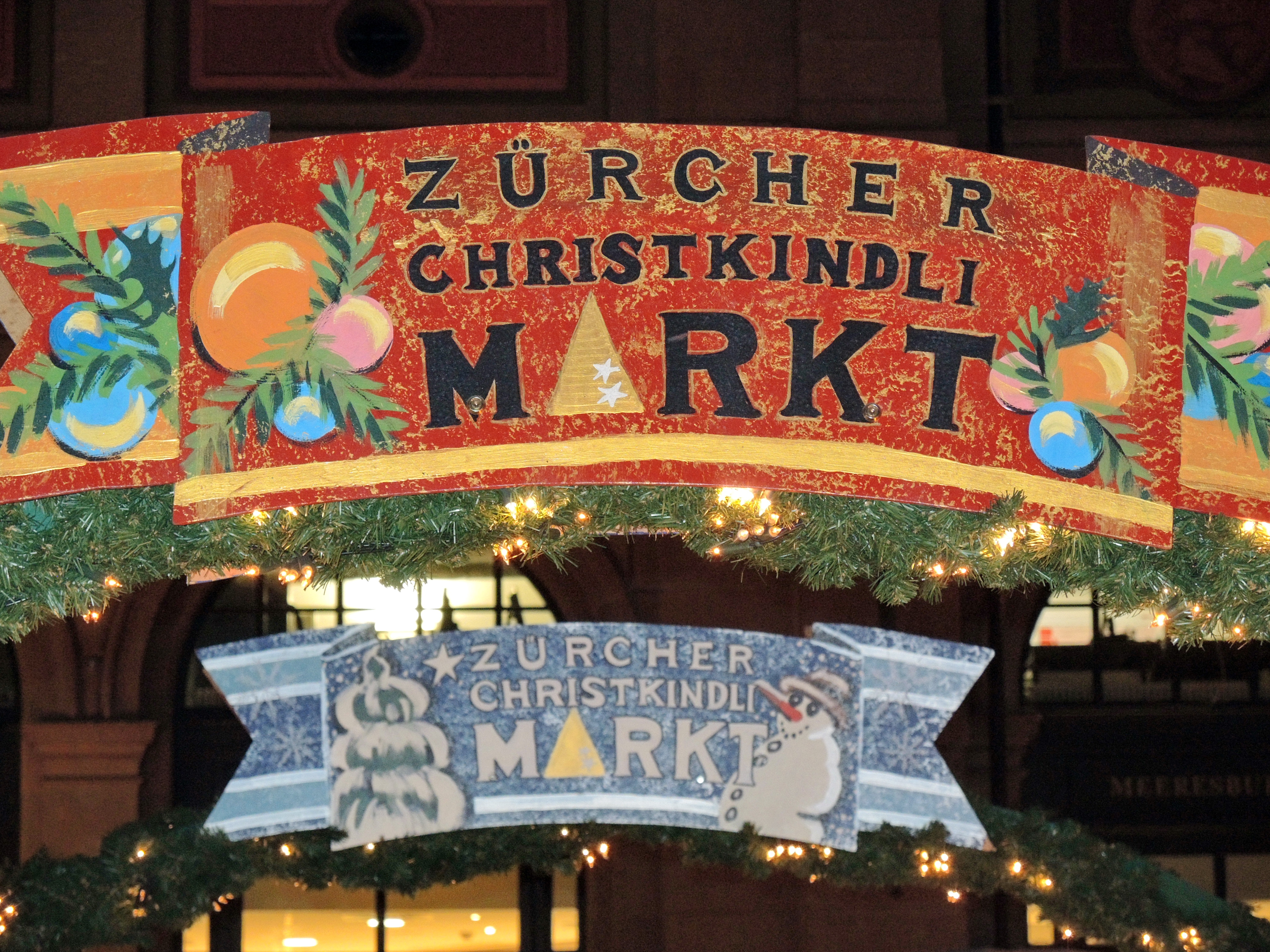
L'insegna del mercatino natalizio di Zurigo

Questa voce descrive le principali tradizioni natalizie della Svizzera, oltre agli aspetti storici e socio-economici della festa.

## Informazioni generali
La varietà di lingue, culture e confessioni religiose della Confederazione elvetica si riflette anche nelle tradizioni natalizie.
Tra le date importanti del periodo natalizio, vi è, come nei Paesi limitrofi, il 6 dicembre, giorno dedicato alla festa di San Nicola.

## Tradizioni

### Portatori di doni
Il principale portatore di doni varia a seconda della lingua e della confessione religiosa.
Possiamo quindi avere San Nicola o Samichlaus, Père Noël o Gesù Bambino. Presso la popolazione di lingua italiana, inoltre, il 6 gennaio, fa la sua apparizione, come in Italia, la Befana.

#### San Nicola

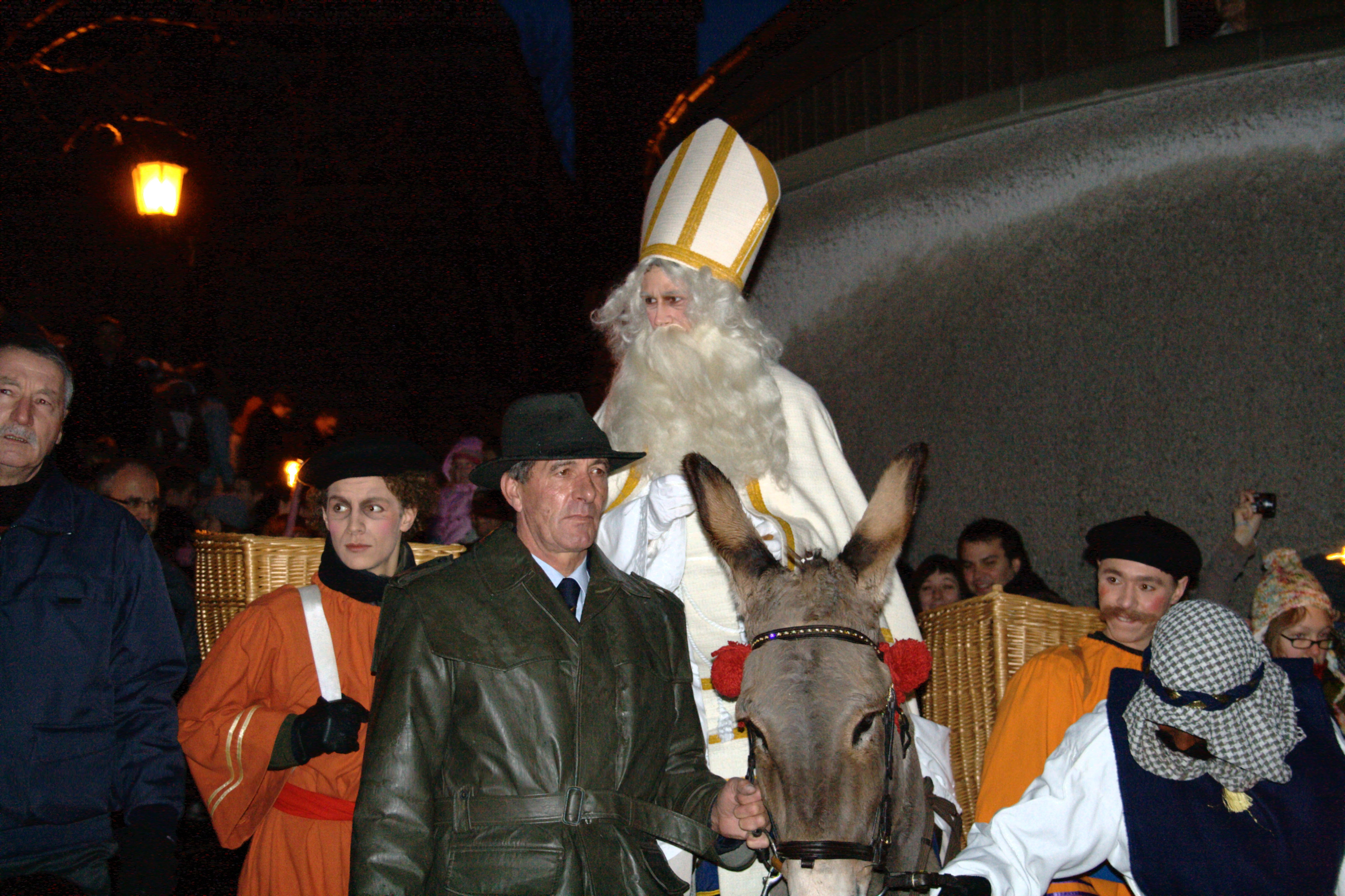
Festa di San Nicola a Friburgo

A Friburgo, San Nicola compare in sella ad un asino e tiene poi un discorso sugli eventi dell'anno appena trascorso, prima di unirsi agli abitanti del luogo per la cena.
Legata alla festa di San Nicola, è inoltre una particolare tradizione, il Klausjagen (letteralmente: "Caccia a San Nicola"), che ha luogo nella sera del 5 dicembre: durante questa manifestazione, gli abitanti scortano la persona camuffata da San Nicola portando mitre in cartone decorate con motivi elaborati.
Tipico compagno di San Nicola è in Svizzera Schmutzli.

### Silvesterumzug
Nella serata del 31 dicembre, vigilia di Capodanno, a Wil ha luogo il Silversterumzug ("corteo di San Silvestro"), durante il quale i bambini girano per le strade con delle lanterne, intonando canti natalizi.

### Silvesterkläuse

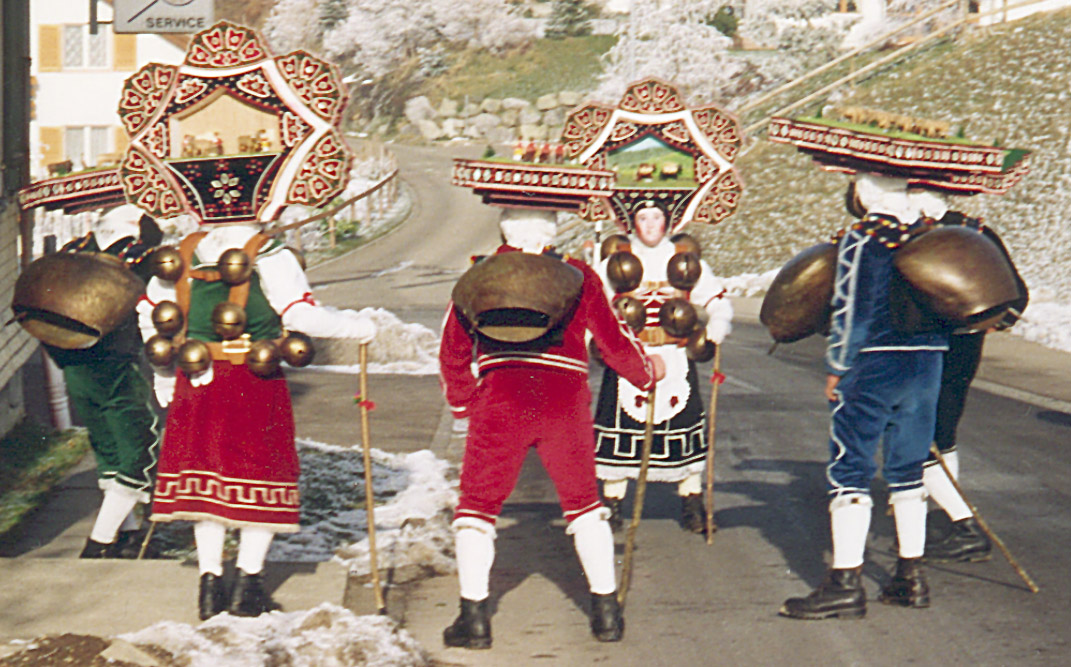
I Silversterkläuse

Un particolare tradizione di alcune località del Canton Appenzello Esterno, come Herisau, Hundwil, Stein, Urnäsch, Waldstatt, Schwellbrunn è quella dei Silvesterkläuse o Silvesterchläuse, figure rivestite con campanacci, fogliame, ecc. che fanno la loro comparsa il 31 dicembre e il 13 gennaio (vigilia di Capodanno secondo il calendario giuliano).

## Gastronomia

### Dolci

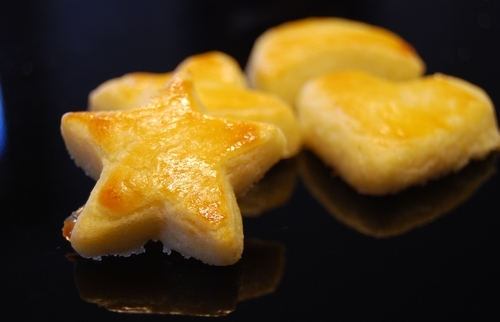
I Mailänderli

Dolci tipici del periodo natalizio in Svizzera sono:
- Basler Brunsli, biscotti alla cioccolata e nocciole[1][7]
- Chräbeli, biscotti ai semi di anice[1]
- Läbchueche, biscotti al miele speziato[1]
- Mailänderli, biscotti al burro[1]
- Tirggel, biscotti tipici di Zurigo, decorati con scene natalizie[1]
- Zimtsterne, biscotti a forma di stella alla cannella[1]

## Il Natale in Svizzera nella cultura di massa

### Cinema
- È in parte ambientato in Svizzera durante il periodo natalizio il film del 1969, diretto da Peter R. Hunt e con protagonista George Lazenby Agente 007 - Al servizio segreto di Sua Maestà[8]
- È ambientato in Svizzera (segnatamente a Gstaad) durante il periodo natalizio il cinepanettone del 2004, diretto da Neri Parenti e con protagonisti Massimo Boldi e Christian De Sica Christmas in Love[9]
- È ambientato in Svizzera (segnatamente a St. Moritz) durante il periodo natalizio il film del 2010, diretto da Paolo Costella e con protagonisti Massimo Boldi, Vincenzo Salemme e Jacopo Sarno A Natale mi sposo[10]

## Galleria d'immagini

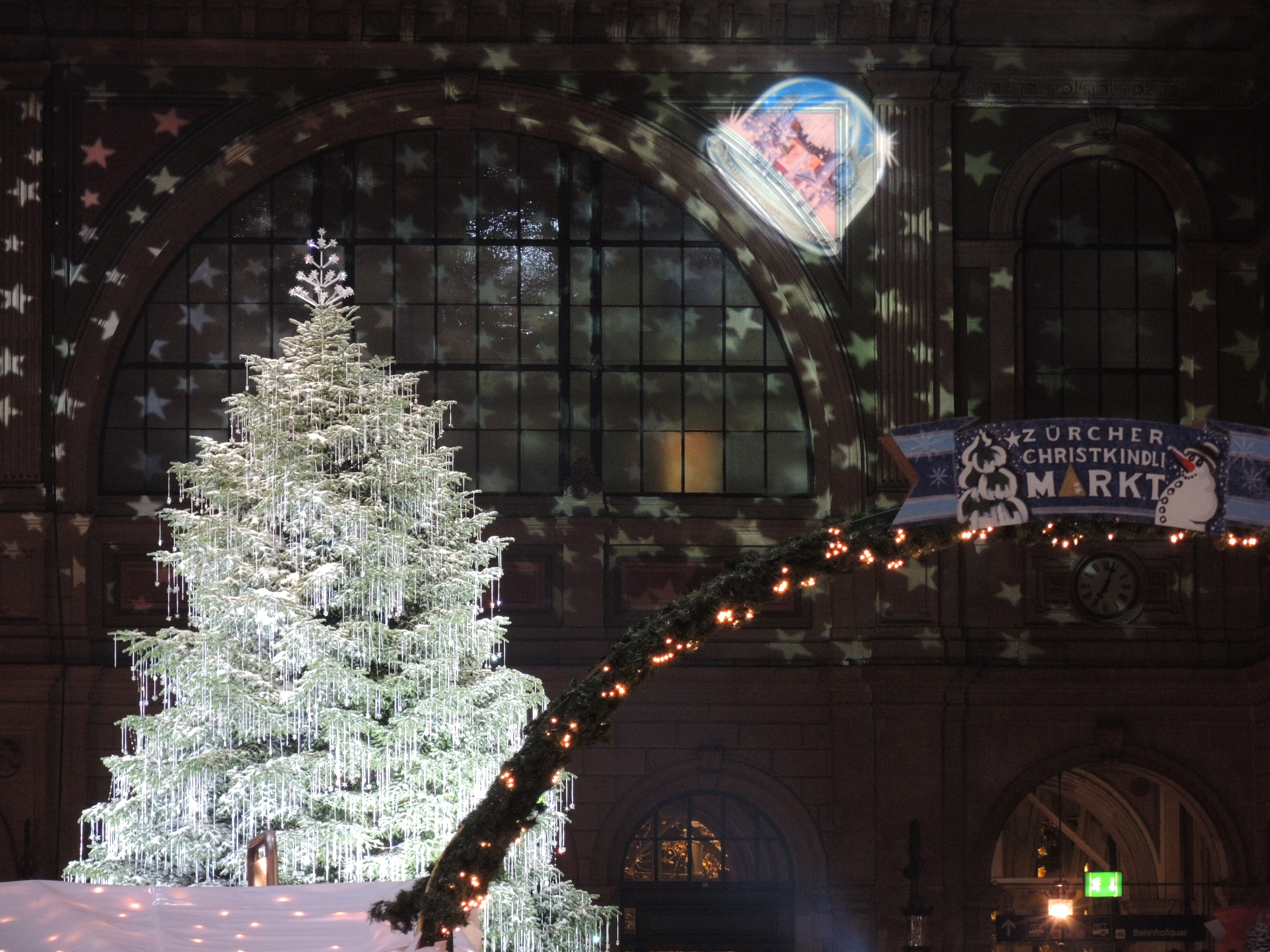
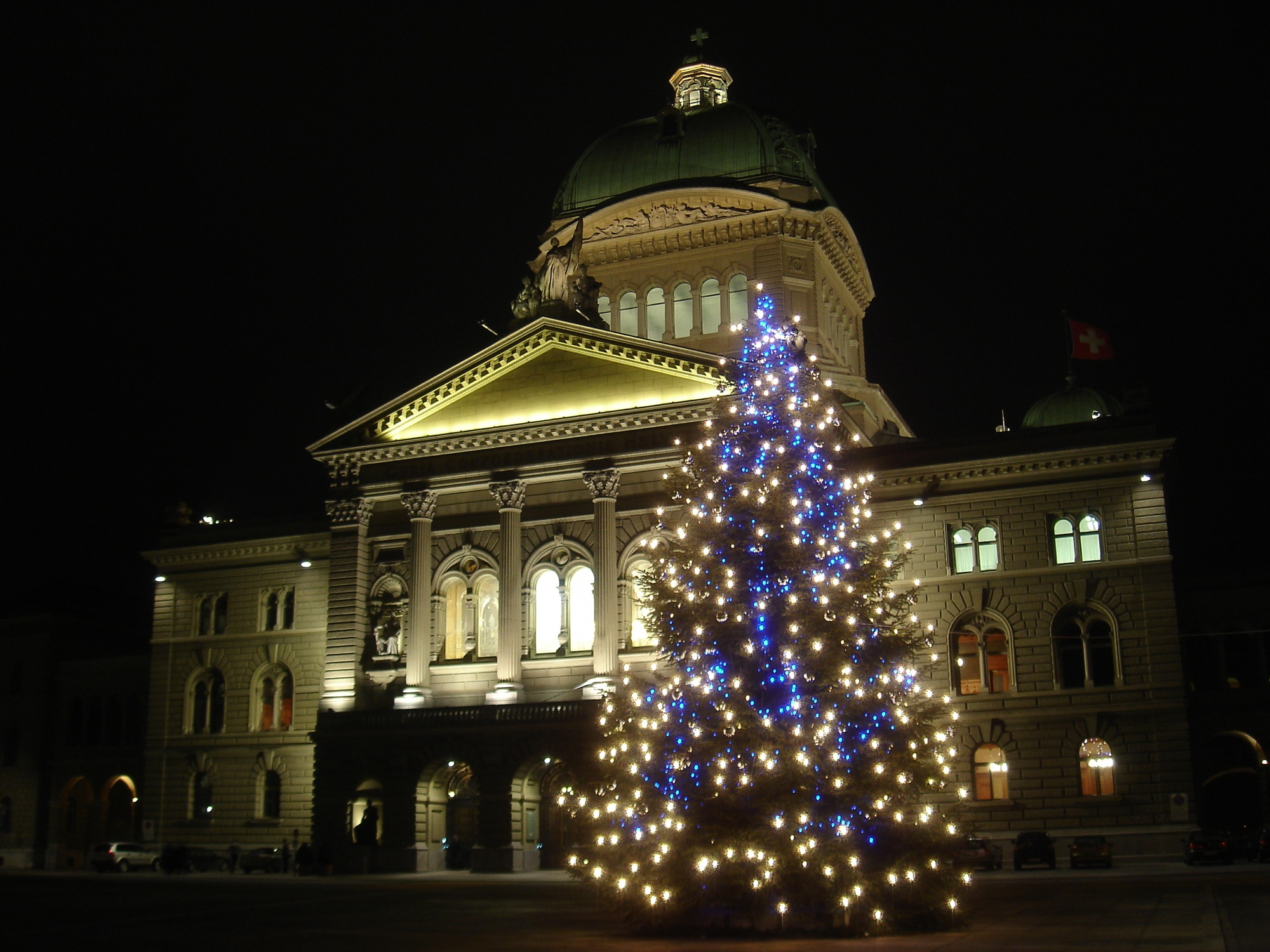
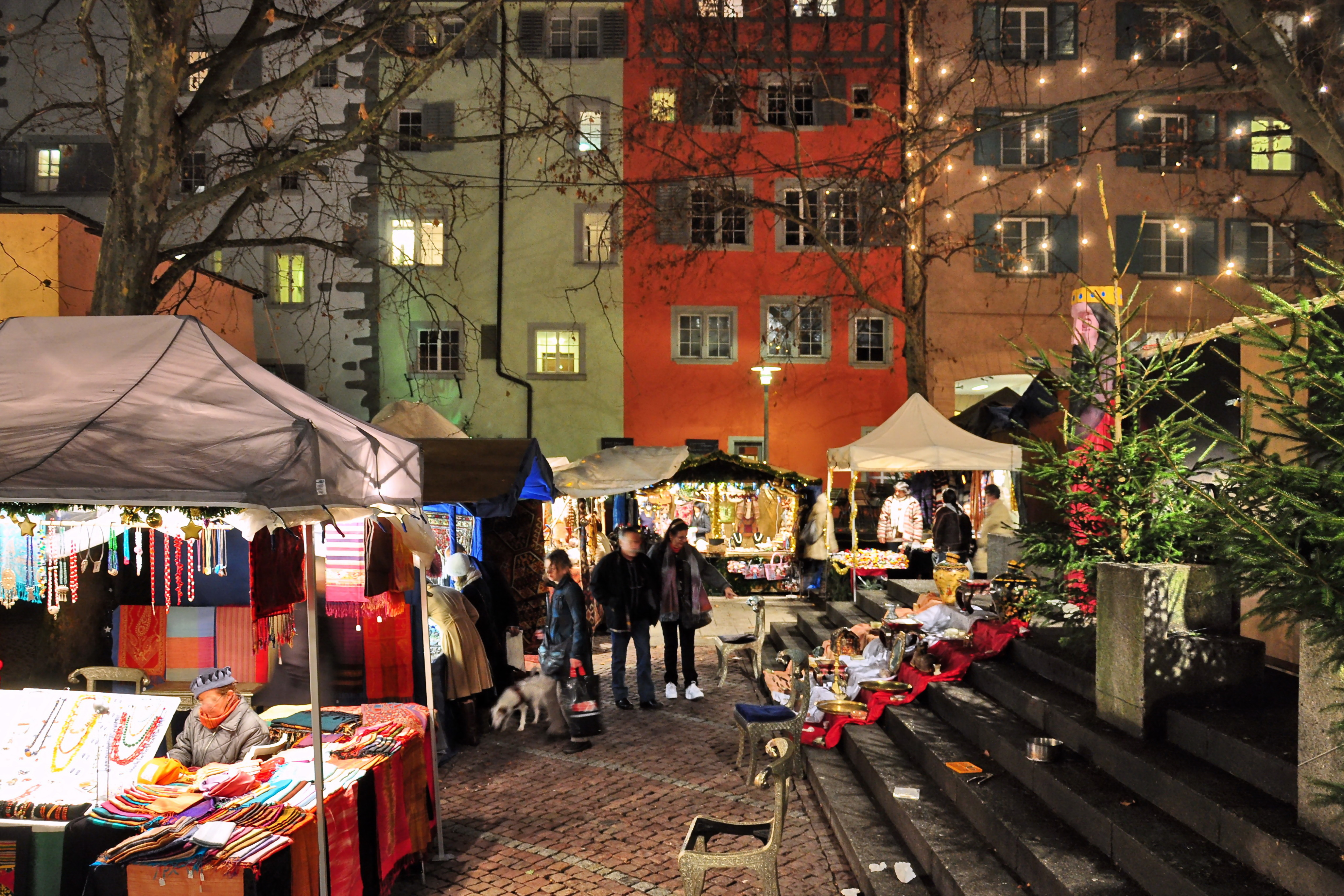
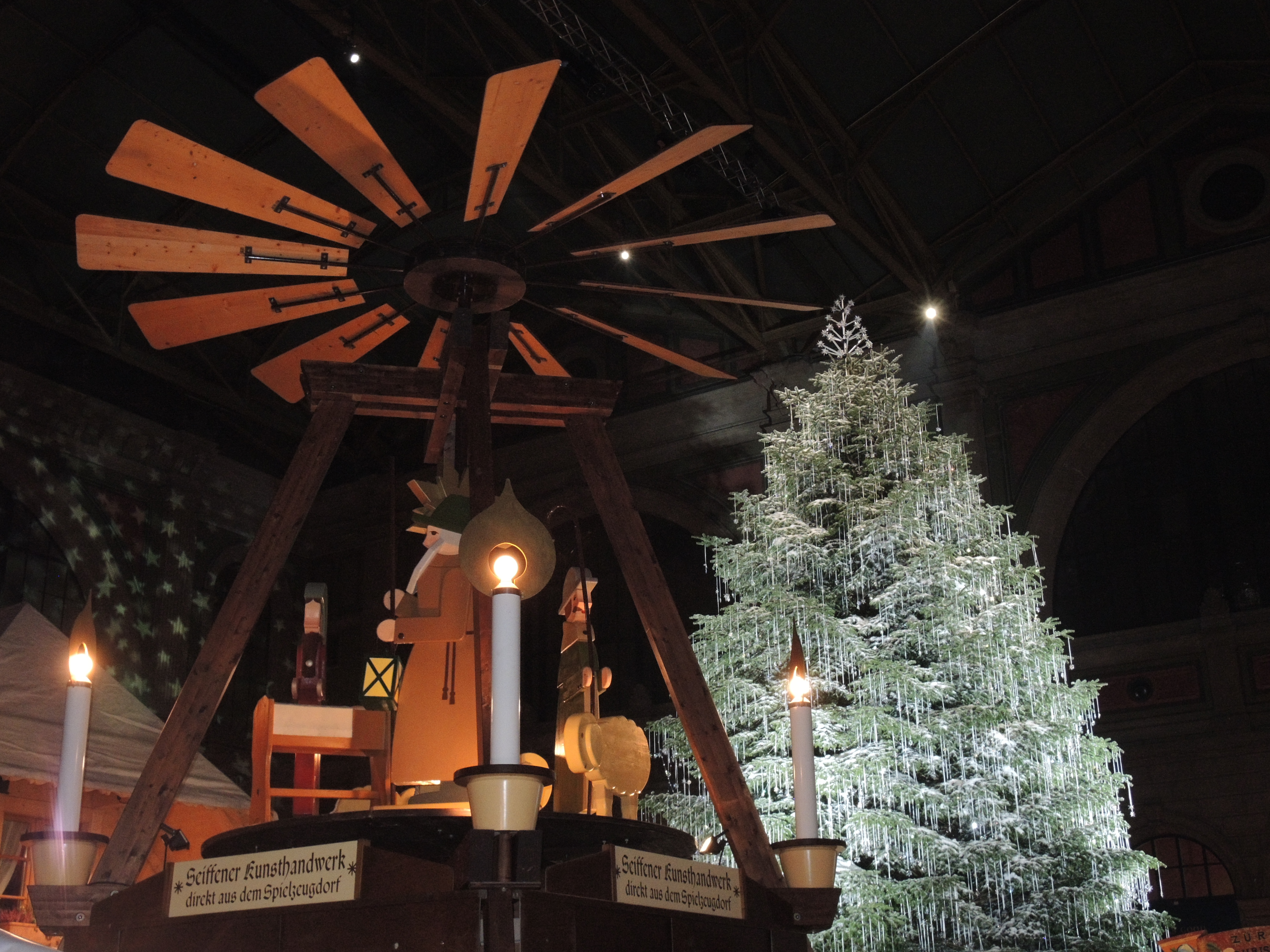
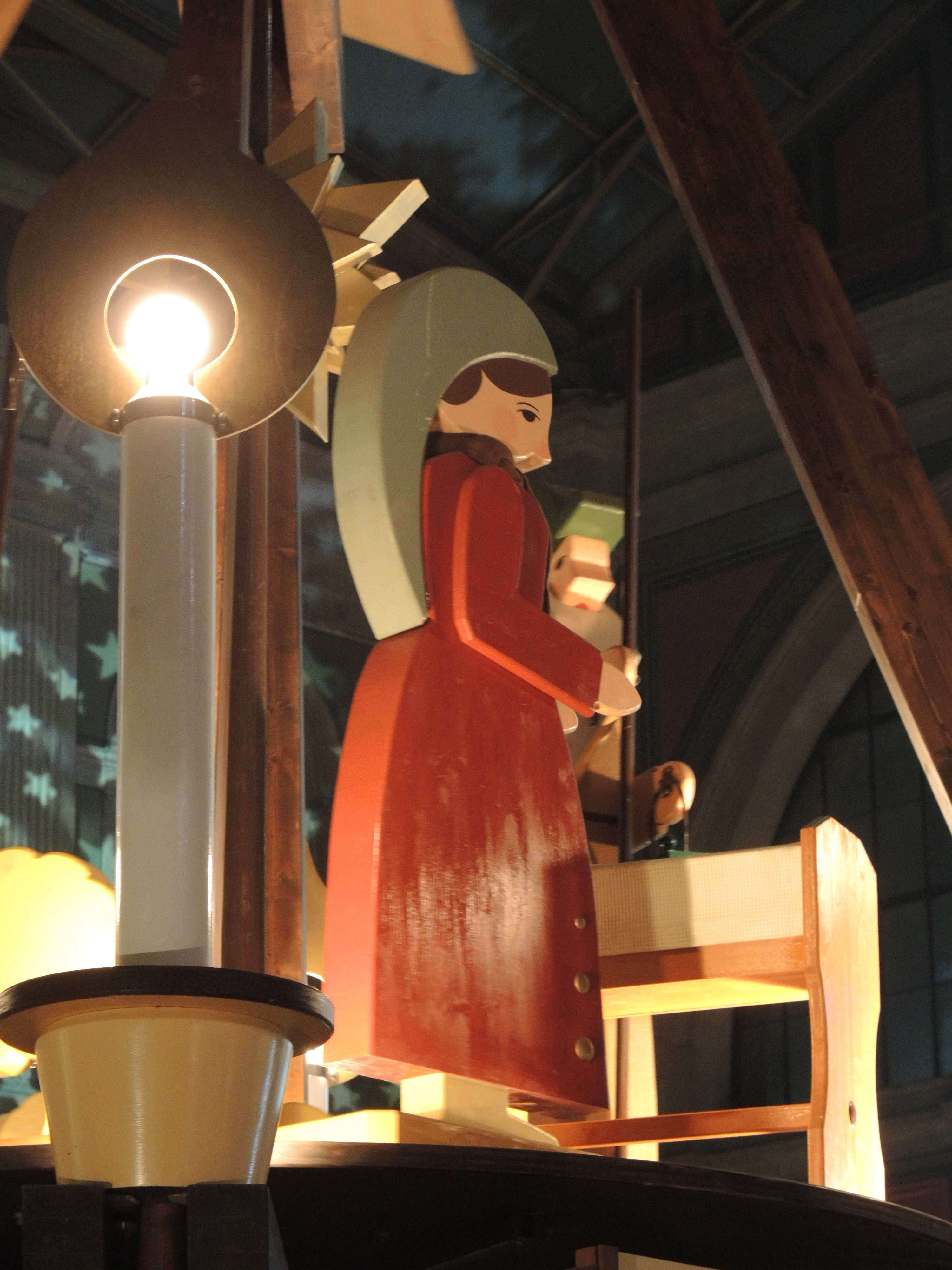
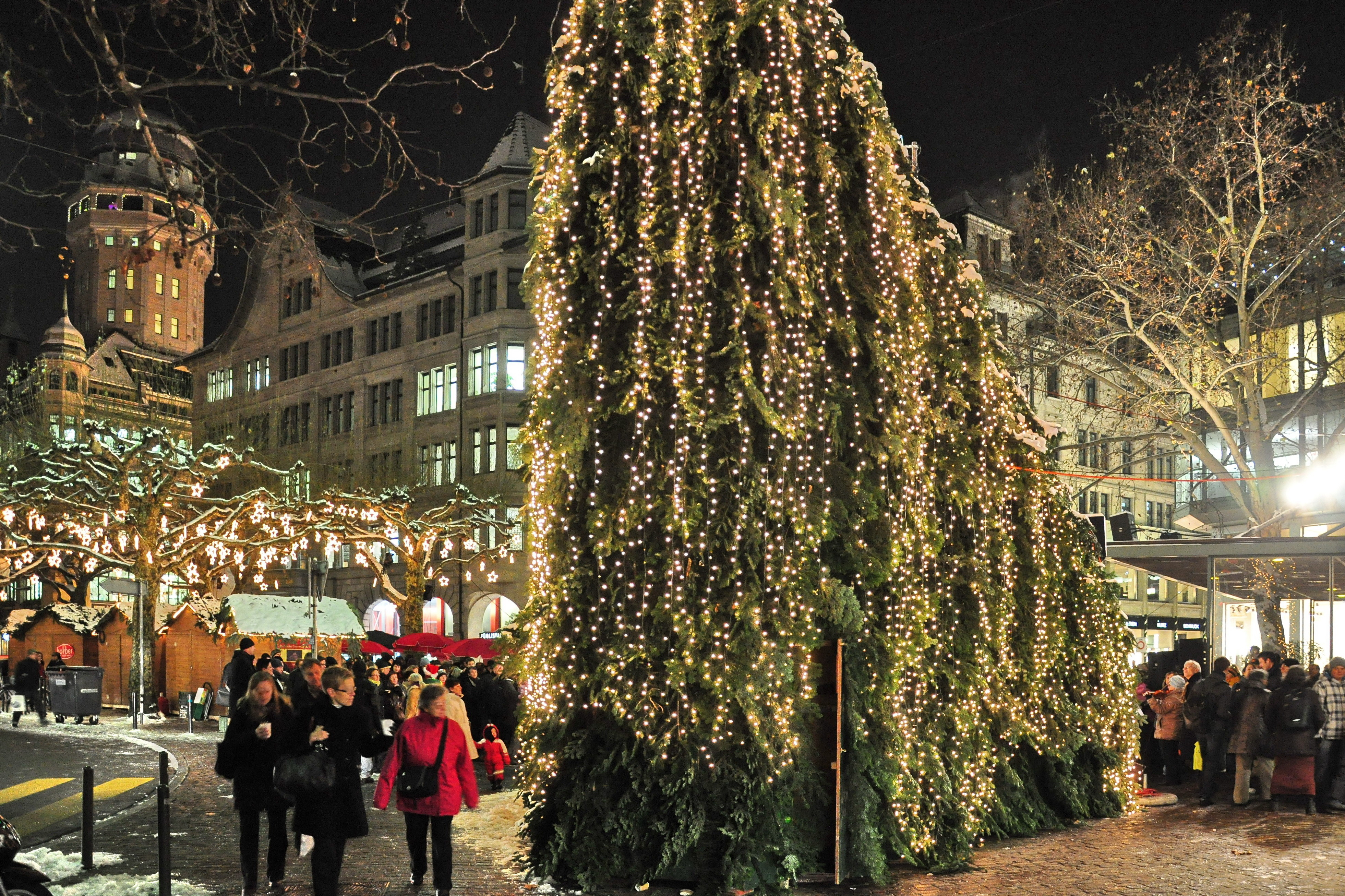

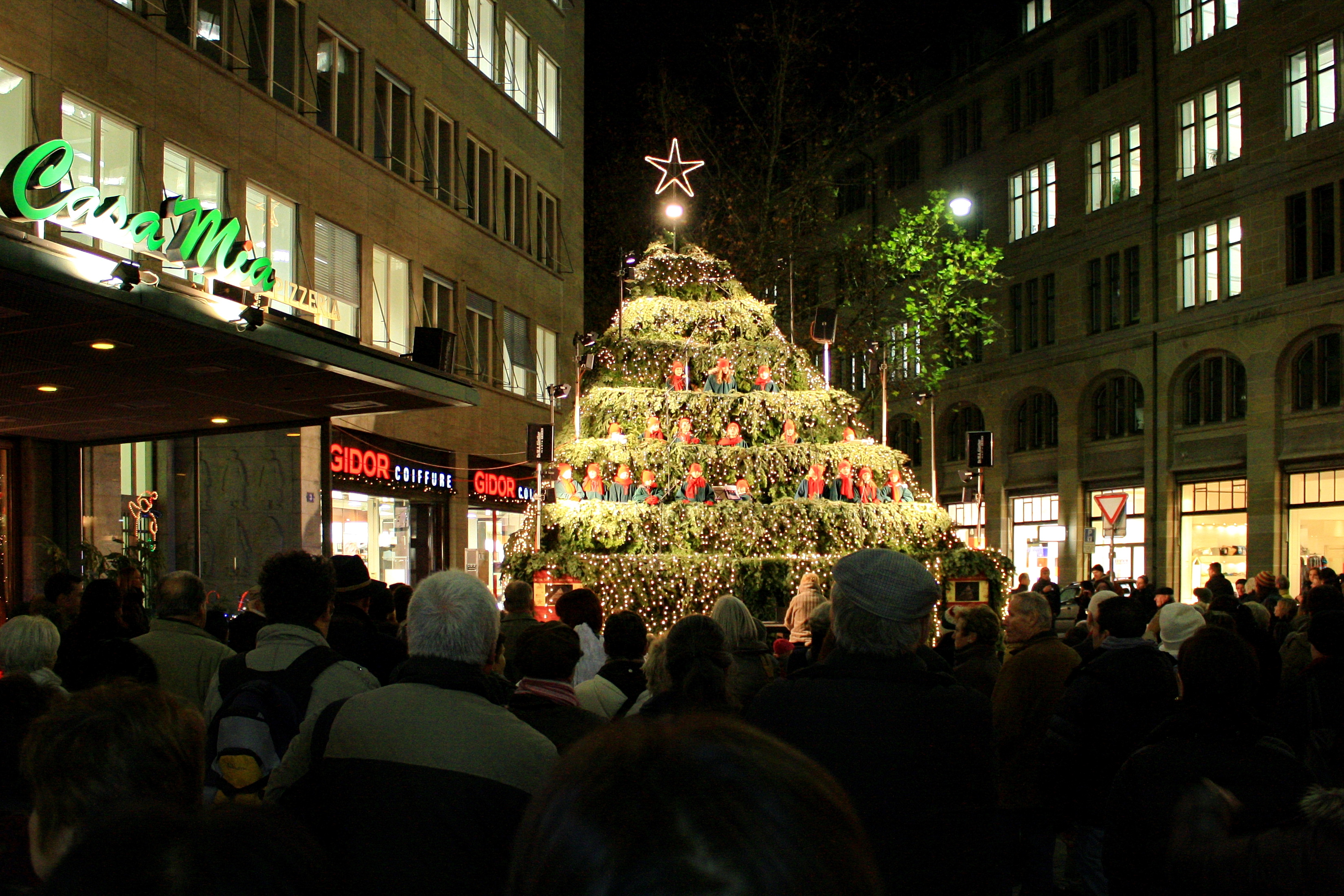
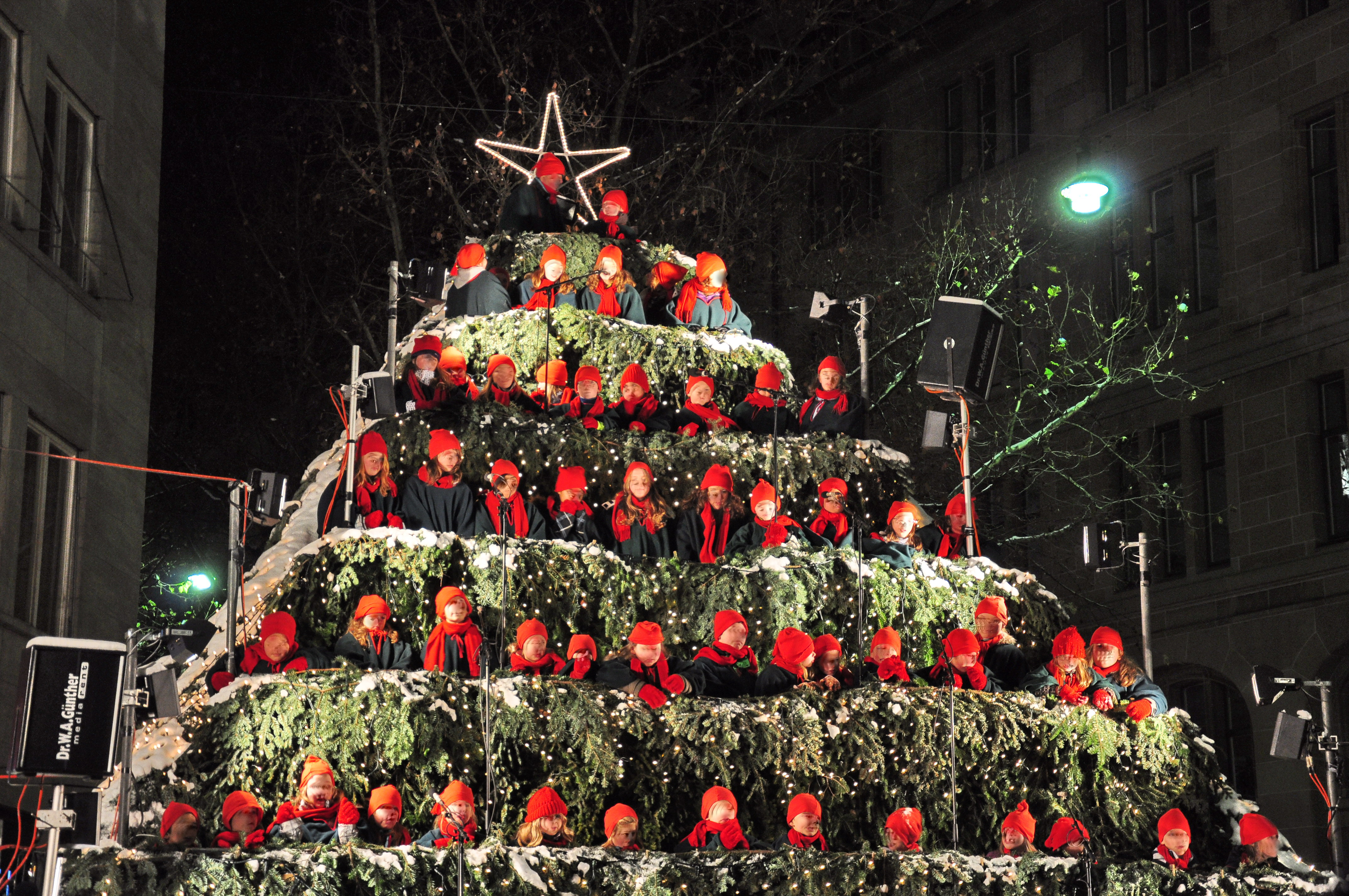
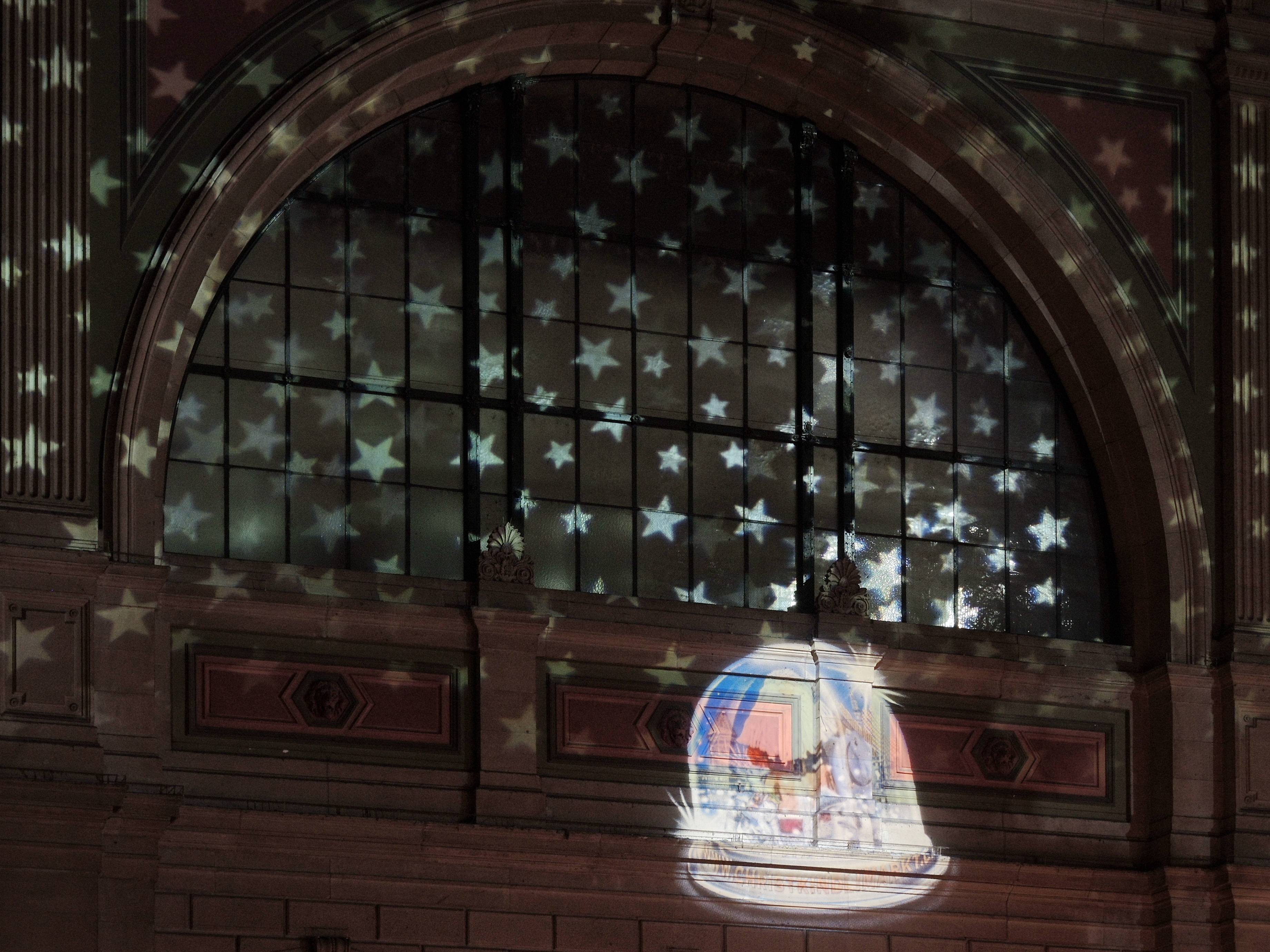
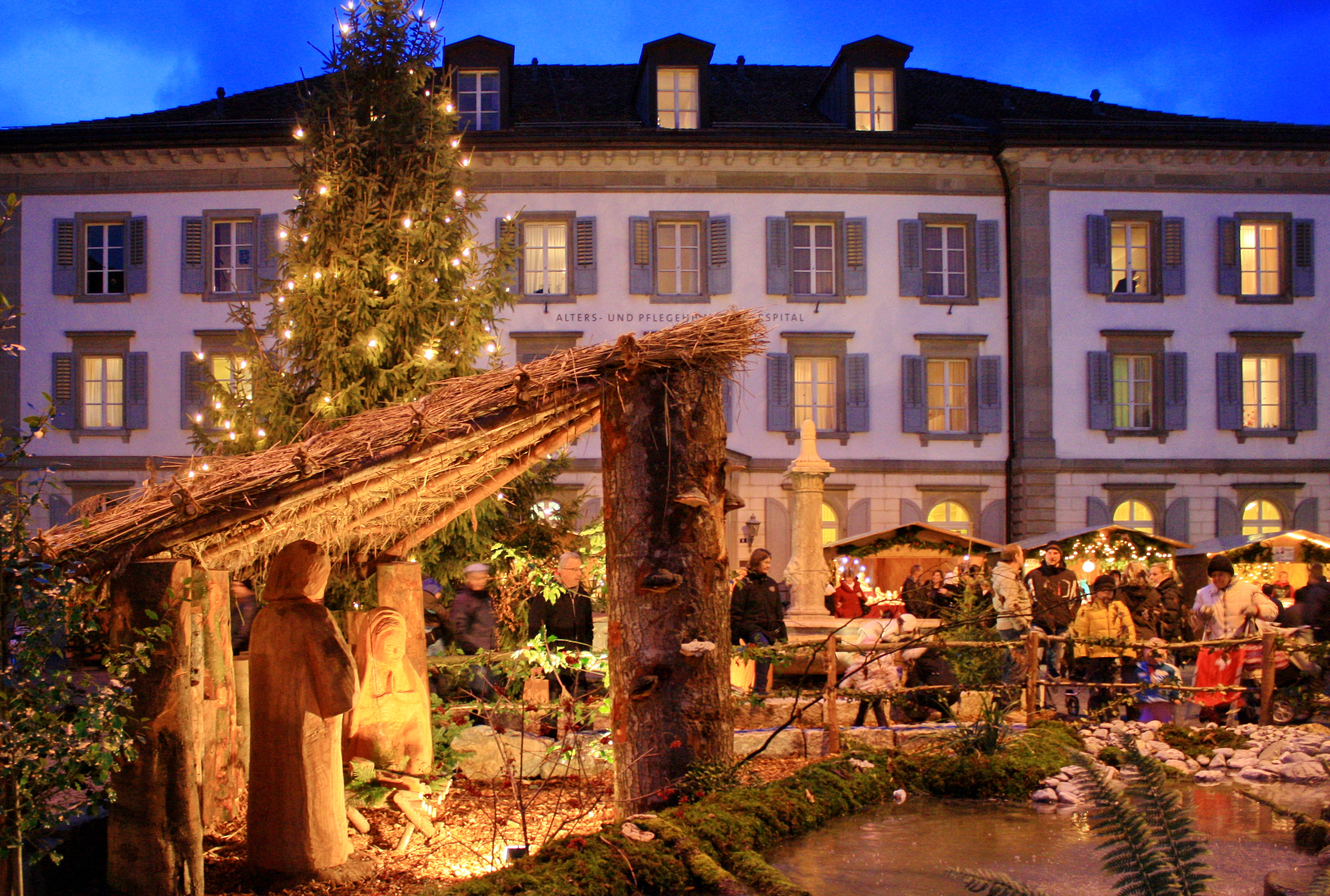
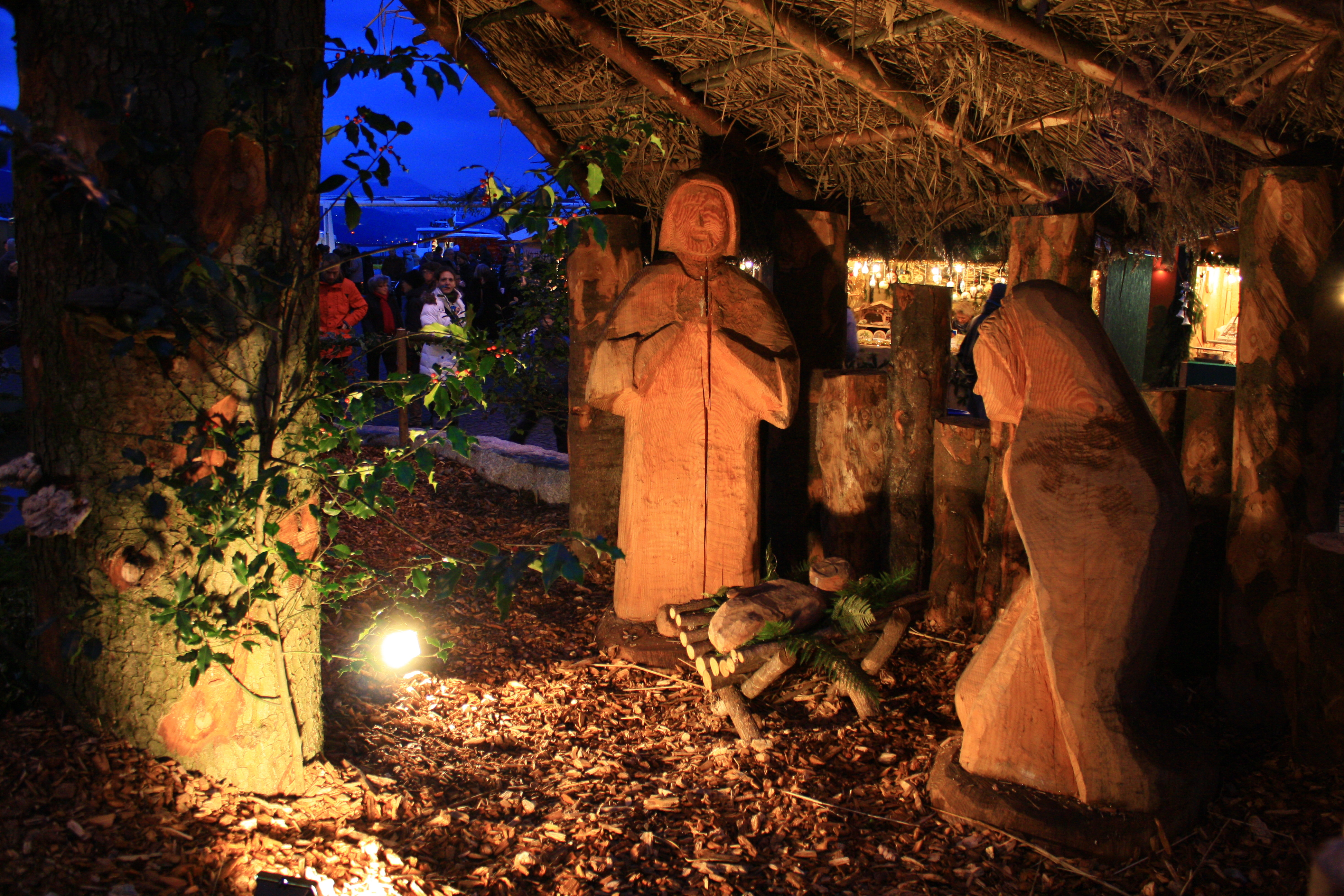
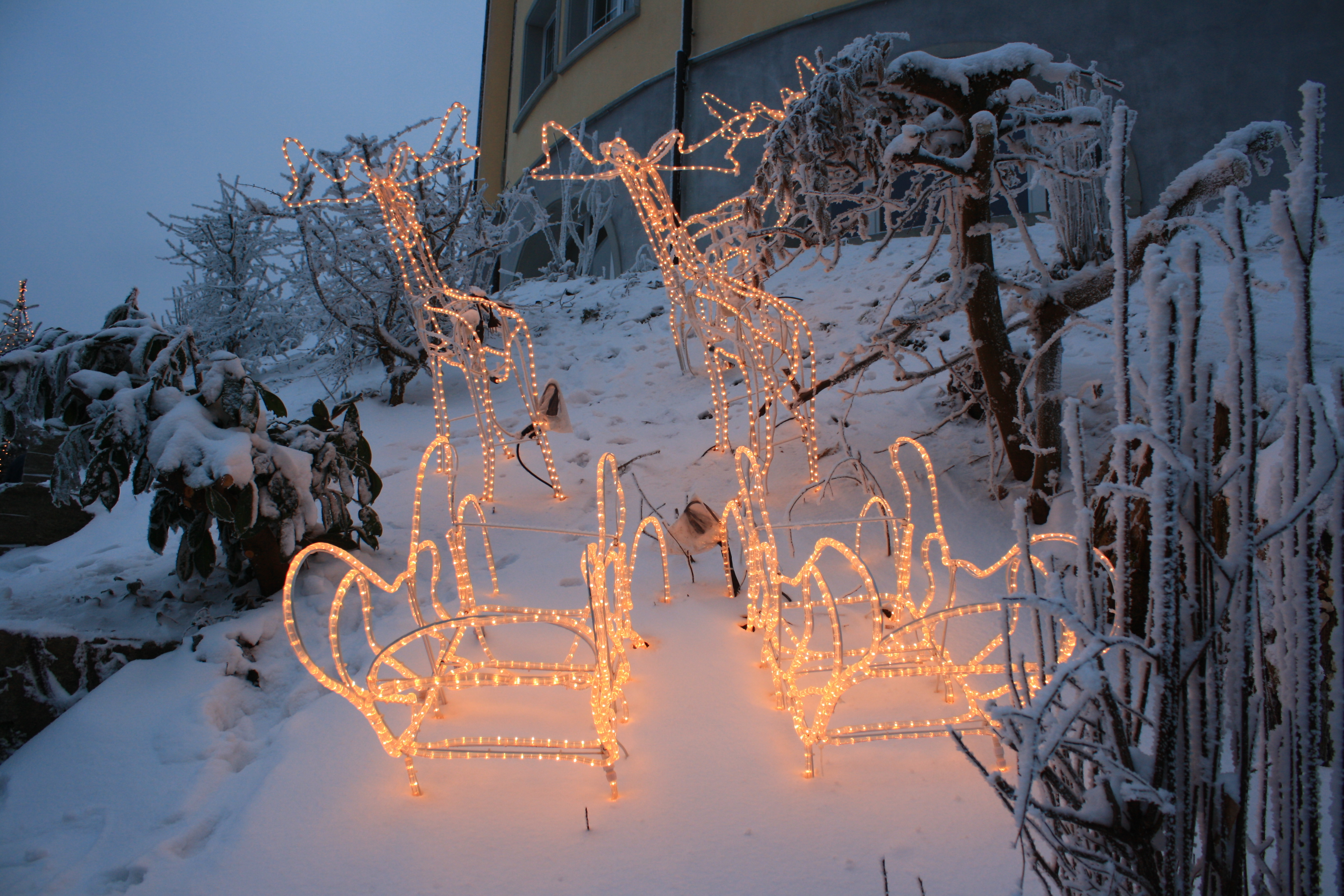

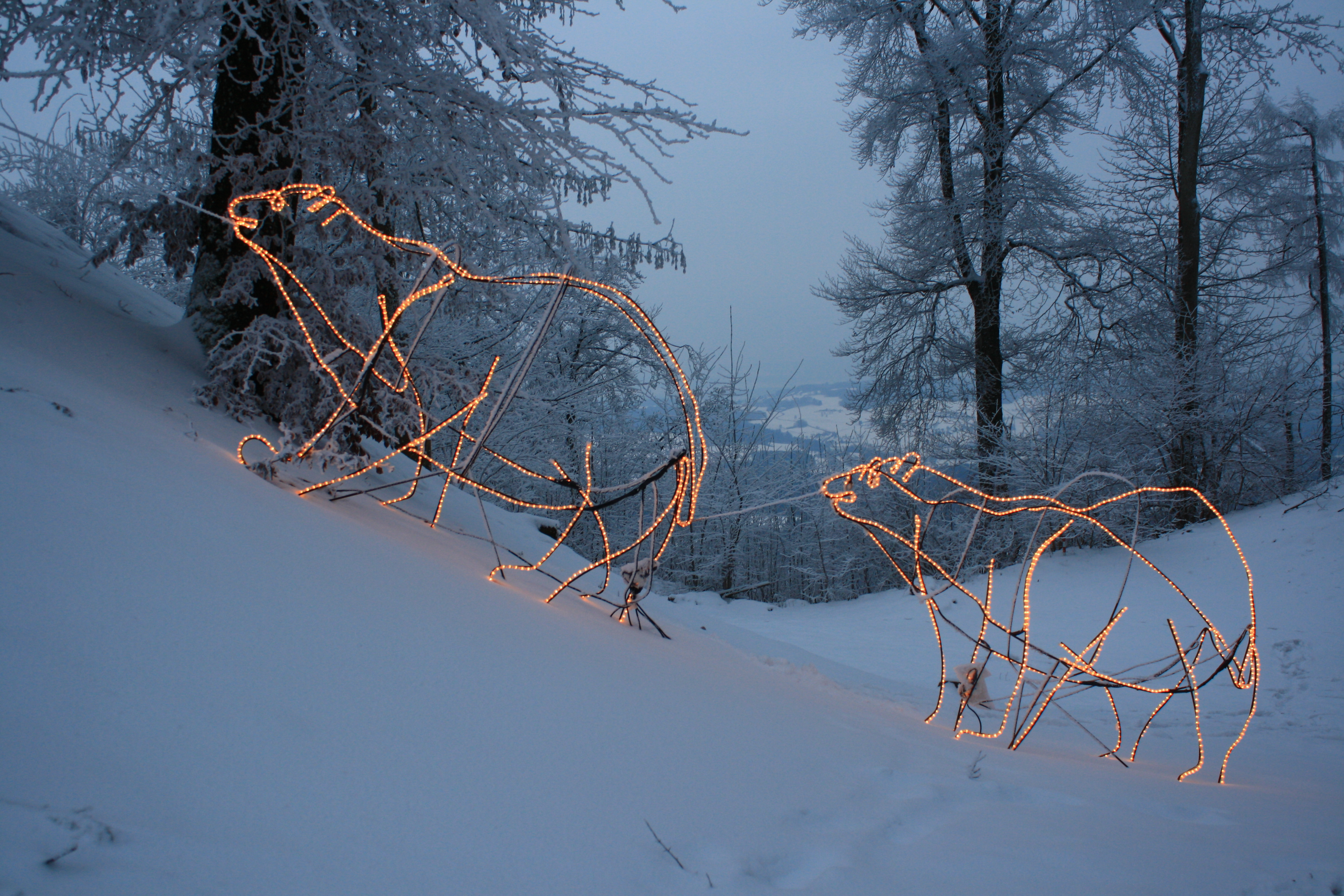
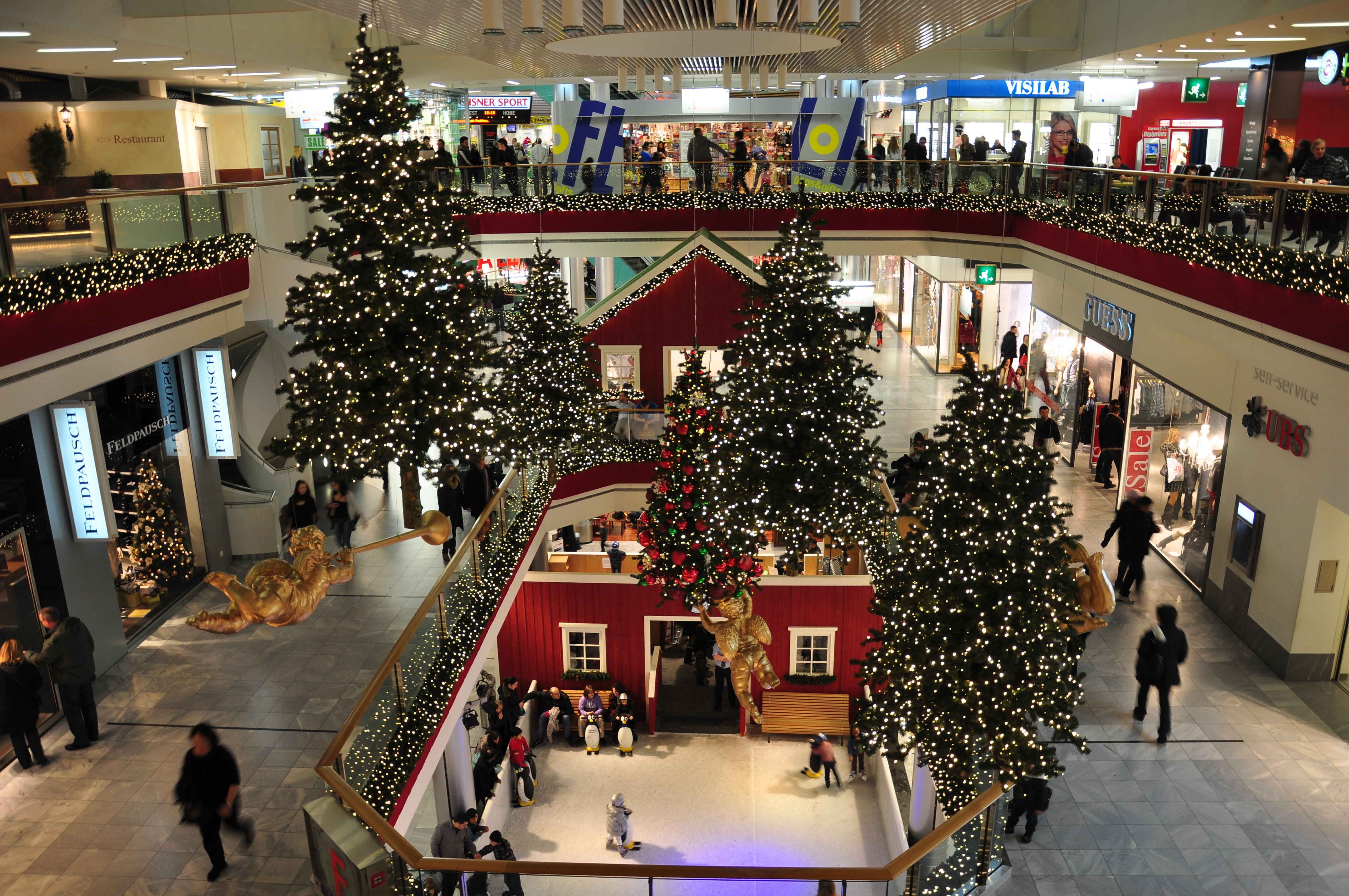
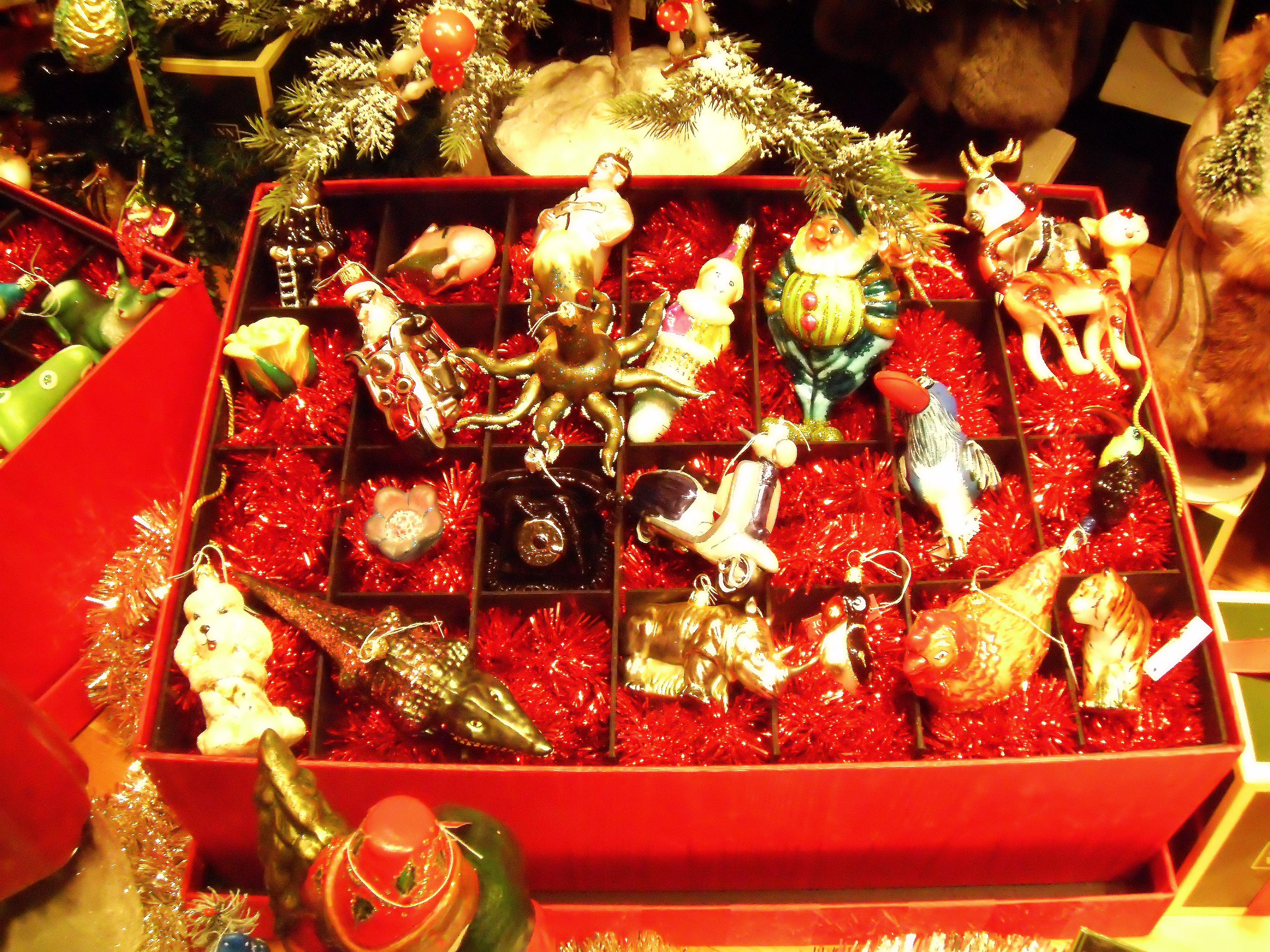
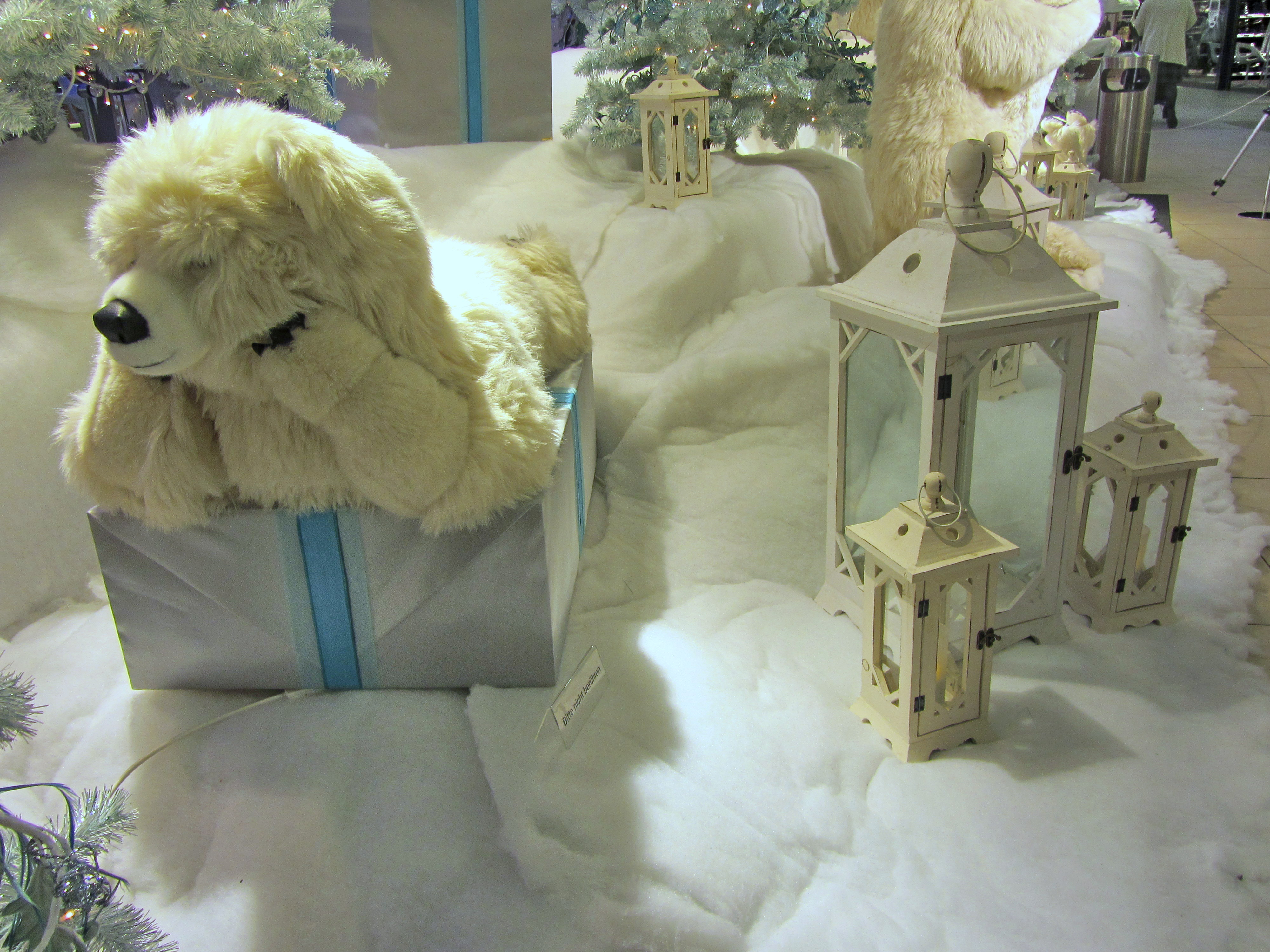
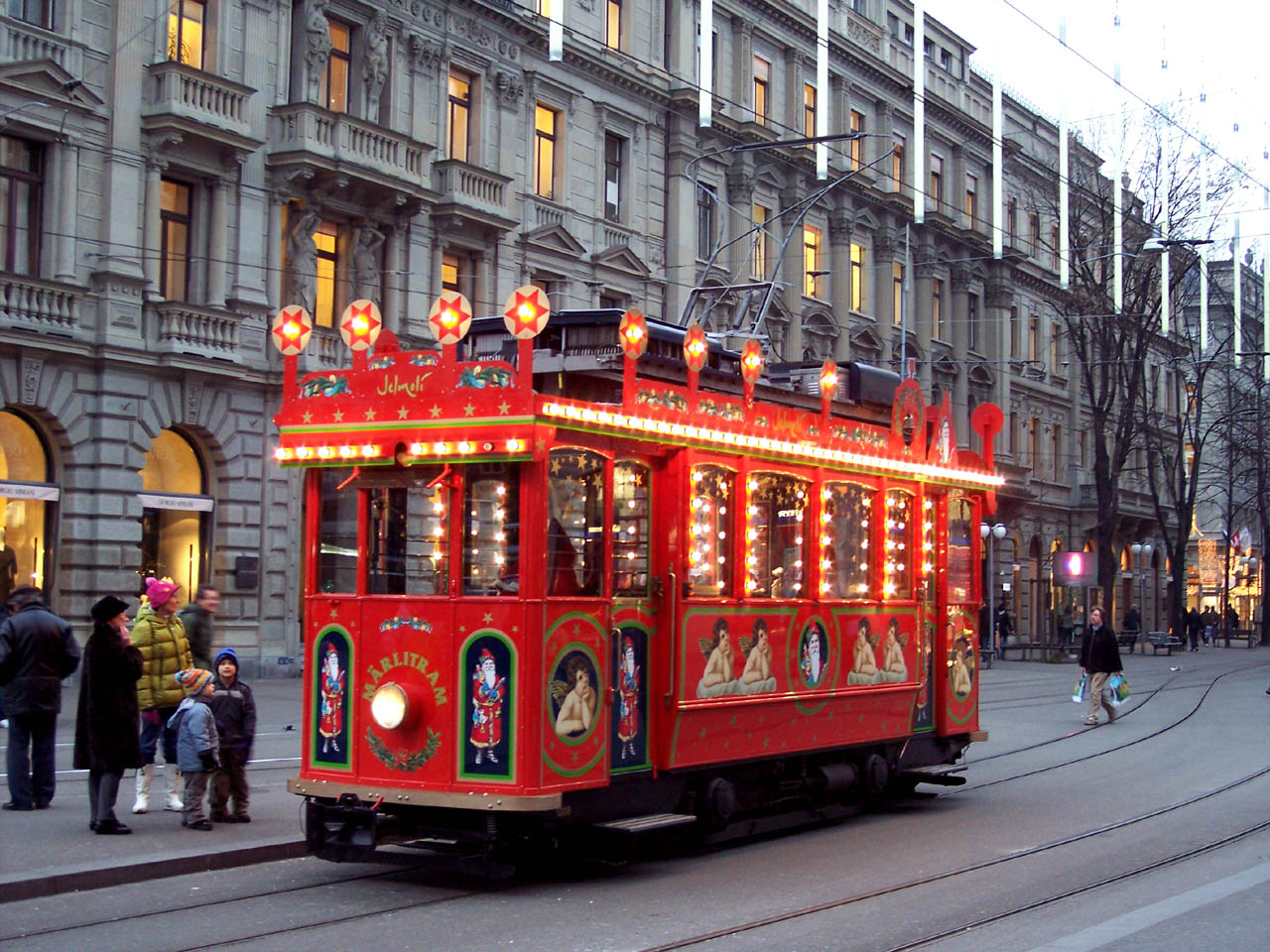
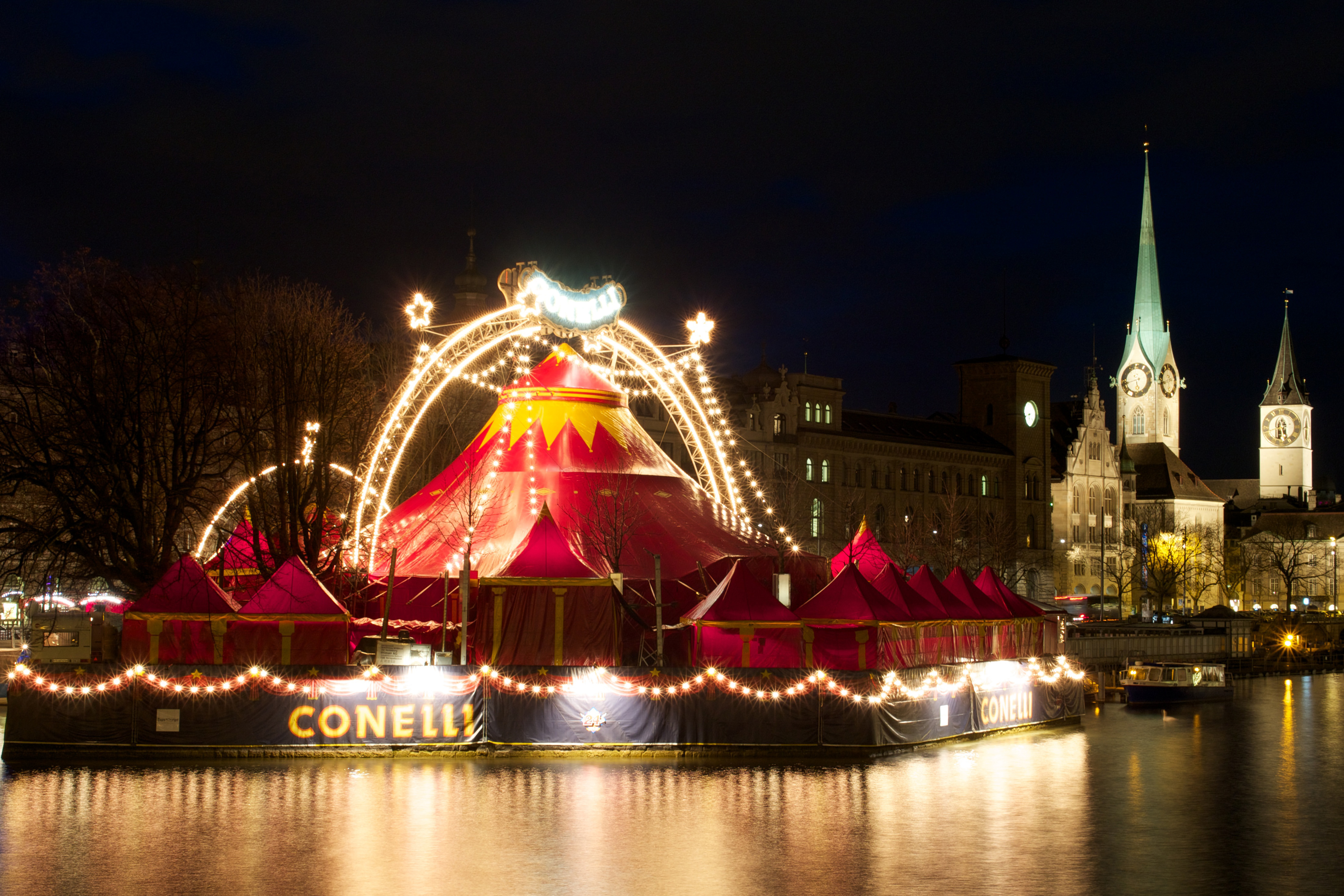